# Personer i Sverige födda i Turkiet
Till personer i Sverige födda i Turkiet räknas personer som är folkbokförda i Sverige och som har sitt ursprung i Turkiet. Enligt Statistiska centralbyrån fanns det 2017 i Sverige sammanlagt cirka 48 300 personer födda i Turkiet. 2019 bodde det i Sverige sammanlagt 104 854 personer som antingen själva var födda i Turkiet eller hade minst en förälder som var det.  

## Historik
Kurder, assyrier/syrianer, armenier och andra etniska grupper från Turkiet har också inkluderats i statistiken, även om de inte är etniska turkar, eftersom Migrationsverket och Statistiska Centralbyrån registrerar personer efter det egna eller föräldrarnas födelseland och inte etnicitet. Uppgifterna från 1900 avser i första hand ett fåtal grekiska invandrare från en del av dåvarande Osmanska riket, ön Kalymnos, som numera ingår i Grekland.
Etniska turkar har kommit till Sverige även från Bulgarien, Nordmakedonien, Kosovo och Nordcypern.

## Historisk utveckling

### Födda i Turkiet
| Personer i Sverige födda i Turkiet 1900–2024 | Personer i Sverige födda i Turkiet 1900–2024 | Personer i Sverige födda i Turkiet 1900–2024 | Personer i Sverige födda i Turkiet 1900–2024 | Personer i Sverige födda i Turkiet 1900–2024 |
| --- | -------------------------------------------- | -------------------------------------------- | -------------------------------------------- | -------------------------------------------- |
| |                                              |                                              |                                              |                                              |
| År |                                              |                                              | Folkmängd                                    |                                              |
| 1900 | 1900                                         |                                              | 15                                           |                                              |
| 1930 | 1930                                         |                                              | 22                                           |                                              |
| 1950 | 1950                                         |                                              | 87                                           |                                              |
| 1960 | 1960                                         |                                              | 202                                          |                                              |
| 1970 | 1970                                         |                                              | 3 768                                        |                                              |
| 1980 | 1980                                         |                                              | 14 357                                       |                                              |
| 1990 | 1990                                         |                                              | 25 528                                       |                                              |
| 2000 | 2000                                         |                                              | 31 894                                       |                                              |
| 2001 | 2001                                         |                                              | 32 453                                       |                                              |
| 2002 | 2002                                         |                                              | 33 094                                       |                                              |
| 2003 | 2003                                         |                                              | 34 083                                       |                                              |
| 2004 | 2004                                         |                                              | 34 965                                       |                                              |
| 2005 | 2005                                         |                                              | 35 853                                       |                                              |
| 2006 | 2006                                         |                                              | 37 107                                       |                                              |
| 2007 | 2007                                         |                                              | 38 158                                       |                                              |
| 2008 | 2008                                         |                                              | 39 230                                       |                                              |
| 2009 | 2009                                         |                                              | 40 766                                       |                                              |
| 2010 | 2010                                         |                                              | 42 527                                       |                                              |
| 2011 | 2011                                         |                                              | 43 909                                       |                                              |
| 2012 | 2012                                         |                                              | 45 085                                       |                                              |
| 2013 | 2013                                         |                                              | 45 676                                       |                                              |
| 2014 | 2014                                         |                                              | 46 146                                       |                                              |
| 2015 | 2015                                         |                                              | 46 373                                       |                                              |
| 2016 | 2016                                         |                                              | 47 060                                       |                                              |
| 2017 | 2017                                         |                                              | 48 299                                       |                                              |
| 2018 | 2018                                         |                                              | 49 948                                       |                                              |
| 2019 | 2019                                         |                                              | 51 689                                       |                                              |
| 2020 | 2020                                         |                                              | 52 628                                       |                                              |
| 2021 | 2021                                         |                                              | 54 004                                       |                                              |
| 2022 | 2022                                         |                                              | 55 954                                       |                                              |
| 2023 | 2023                                         |                                              | 56 871                                       |                                              |
| 2024 | 2024                                         |                                              | 57 389                                       |                                              |
| Anm.: Befolkning den 31 december respektive år förutom åren 1960 och 1970 som avser förhållandet den 1 november och år 1980 som avser förhållandet den 15 september. |                                              |                                              |                                              |                                              |